# Jan Žížala
Jan Žížala (16. května 1878 Libouň – 16. února 1940 Praha) byl český katolický kněz a odborový funkcionář.

## Život
Studoval na gymnáziích v Pelhřimově a Příbrami, poté pokračoval na pražské bohoslovecké fakultě. Roku 1903 byl vysvěcen na kněze a toto povolání vykonával postupně v Klecanech, Hostivaři a Nuslích. V roce 1912 se stal kaplanem na Smíchově.
Po vzniku Československa se zapojil do reformního hnutí v rámci Jednoty duchovenstva československého. Když její výbor pod tlakem církevní hierarchie navrhl roku 1921 toto sdružení rozpustit, vzdal se Žížala na protest kněžského povolání a vstoupil do podnikatelské sféry. Stal se tajemníkem Pražských vzorkových veletrhů, ale zakrátko se zaměřil na činnost v odborech. Zastával funkci tajemníka Revírní rady zřízenců a Svazu hornicko-hutnického Jednoty soukromých úředníků na Kladně. Po sloučení odborových svazů se stal ústředním tajemníkem Svazu báňských a hutních úředníků v Praze. V lednu 1932 byl zvolen vedoucím, později generálním tajemníkem Jednoty soukromých úředníků, dílovedoucích a zřízenců.
Od počátku třicátých let patřil k významným odborovým představitelům. Iniciativně a obětavě hájil zájmy úředníků v soukromých firmách. Přispěl k tomu, že Jednota soukromých úředníků vyrostla na jednu z hlavních odborových organizací své doby.

## Dílo
Knižně vydal:
- Hornický rádce : soubor sociálních zákonů a nařízení hornických. Díl 2 (1925)
- I. Doplněk k Zákonu o pensijním pojištění (1931)